# تامیلناد
تامیلناد (انگلیسی: Tamilnad) شرکت خدمات مالی و بانکداری هندی است، که در سال ۱۹۲۱ تأسیس شد.